# Kumulus congestus
Kumulus congestus je zelo masivna oblika oblaka kumulus z ostrim obrisom in včasih s precejšnim vertikalnim razvojem. Razpoznaven je zaradi svojevrstne oblike, ki je podobna veliki cvetači ali pa ima videz visokega stolpa. 
Če ima obliko stolpa, so na njegovem vrhu formirane oblačne meglice, ki se uspešno ločujejo od glavnega dela oblaka. Te meglice odnaša veter in hitro izginejo in včasih povzročijo virgo.
V tropih običajno prinaša obilne padavine.

## Razvoj kumulus congestusa
Kumulus congestus se lahko razvije iz oblaka kumulus mediocris in včasih tudi iz altokumulus castellanus ali stratokumulus castellanus. 
Velikokrat se kumulus congestus razvije v kumulonimbus. To preoblikovanje se pokaže kot enakomerno vlaknast ali progast videz  zgornjega dela oblaka.